# Marcus Hansson
Jan Marcus Hansson (21 febbraio 1990) è un ex calciatore svedese, di ruolo centrocampista.

## Carriera

### Club

#### Gefle
Hansson ha giocato con le maglie di Åbyggeby e Brynäs, prima di passare al Gefle nel 2007. Nel corso del 2008, è passato al Falu con la formula del prestito. È tornato al Gefle in vista del campionato 2009.
Ha debuttato nella massima divisione svedese in data 19 aprile 2009, subentrando a Johannes Ericsson nella sconfitta casalinga per 1-2 contro l'Elfsborg. Il 26 aprile successivo ha realizzato la prima rete in squadra, nella vittoria per 1-3 sul campo del Qviding: la sfida era valida per la Svenska Cupen 2009.
Il 1º luglio 2010 ha esordito nelle competizioni europee per club: è stato infatti impiegato come titolare nel primo turno di qualificazione all'Europa League 2010-2011, nella vittoria in trasferta per 0-2 contro lo NSÍ Runavík. Ha segnato la prima rete nell'Allsvenskan in data 23 ottobre 2011, nel pareggio per 1-1 in casa del Djurgården.
È rimasto in squadra fino al termine del campionato 2014, che il Gefle ha chiuso al terzultimo posto. La squadra ha così affrontato lo spareggio salvezza con la terza classificata della Superettan, riuscendo poi ad avere la meglio nel doppio confronto con il Ljungskile e guadagnandosi così la permanenza nell'Allsvenskan.

#### Tromsø
L'8 dicembre 2014, i norvegesi del Tromsø hanno annunciato sul proprio sito internet d'aver ingaggiato Hansson, che si è legato al nuovo club con un contratto dalla durata triennale. L'accordo sarebbe stato ratificato alla riapertura del calciomercato invernale, prevista in data 1º gennaio 2015. Ha esordito in Eliteserien in data 6 aprile, schierato titolare nella sconfitta interna per 0-1 contro il Sarpsborg 08. Il 5 giugno ha siglato la prima rete con questa maglia, nella vittoria per 2-0 sul Molde. Ha chiuso la stagione con 27 presenze e una rete, tra tutte le competizioni.

#### Djurgården
Il 4 febbraio 2016, il Djurgården ha comunicato d'aver ingaggiato Hansson, che ha firmato un accordo triennale con il nuovo club. È tornato a calcare i campi dell'Allsvenskan in data 3 aprile, schierato titolare nella vittoria per 0-2 arrivata sul campo dell'Örebro. Rimasto in squadra per un biennio, ha totalizzato complessivamente 30 presenze per il Djurgården, tra tutte le competizioni, senza segnare alcuna rete.

#### Prestiti al Frej e al Brommapojkarna
L'8 febbraio 2018, Hansson è passato al Frej, squadra militante nella seconda serie nazionale, con la formula del prestito. Per la stagione 2019 è stato girato in prestito al Brommapojkarna, società reduce dalla retrocessione in Superettan dell'anno prima e che ha patito un'ulteriore retrocessione al termine di quella stessa stagione in cui Hansson era in rosa.

### Nazionale
Hansson ha giocato per le selezioni Under-17, Under-19 e Under-21 svedesi.

## Statistiche

### Presenze e reti nei club
Statistiche aggiornate all'8 febbraio 2018.
| Stagione          | Club              | Campionato        | Campionato | Campionato | Coppe nazionali | Coppe nazionali | Coppe nazionali | Coppe continentali | Coppe continentali | Coppe continentali | Supercoppe | Supercoppe | Supercoppe | Totale | Totale |
| Stagione          | Club              | Comp              | Pres       | Reti       | Comp            | Pres            | Reti            | Comp               | Pres               | Reti               | Comp       | Pres       | Reti       | Pres   | Reti   |
| ----------------- | ----------------- | ----------------- | ---------- | ---------- | --------------- | --------------- | --------------- | ------------------ | ------------------ | ------------------ | ---------- | ---------- | ---------- | ------ | ------ |
| 2008              | Falu              | D1                | 2          | 0          | CS              | ?               | ?               | -                  | -                  | -                  | -          | -          | -          | ?      | ?      |
| 2009              | Gefle             | A                 | 14         | 0          | CS              | 2               | 2               | -                  | -                  | -                  | -          | -          | -          | 16     | 0      |
| 2010              | Gefle             | A                 | 29         | 0          | CS              | 3               | 0               | UEL                | 4                  | 0                  | -          | -          | -          | 36     | 0      |
| 2011              | Gefle             | A                 | 30         | 1          | CS              | 1               | 0               | -                  | -                  | -                  | -          | -          | -          | 31     | 1      |
| 2012              | Gefle             | A                 | 29         | 0          | CS              | 3               | 0               | -                  | -                  | -                  | -          | -          | -          | 32     | 0      |
| 2013              | Gefle             | A                 | 28         | 2          | CS              | 3               | 0               | UEL                | 6                  | 1                  | -          | -          | -          | 37     | 3      |
| 2014              | Gefle             | A                 | 29+2       | 4+0        | CS              | -               | -               | -                  | -                  | -                  | -          | -          | -          | 31     | 4      |
| Totale Gefle      | Totale Gefle      | Totale Gefle      | 159+2      | 7+0        |                 | 12              | 2               |                    | 10                 | 1                  |            | -          | -          | 183    | 10     |
| 2015              | Tromsø            | ES                | 25         | 1          | CN              | 2               | 0               | -                  | -                  | -                  | -          | -          | -          | 27     | 1      |
| 2016              | Djurgården        | A                 | 19         | 0          | CS              | 2               | 0               | -                  | -                  | -                  | -          | -          | -          | 21     | 0      |
| 2017              | Djurgården        | A                 | 6          | 0          | CS              | 3               | 0               | -                  | -                  | -                  | -          | -          | -          | 9      | 0      |
| Totale Djurgården | Totale Djurgården | Totale Djurgården | 25         | 0          |                 | 5               | 0               |                    | -                  | -                  |            | -          | -          | 30     | 0      |
| 2018              | Frej              | S                 | 0          | 0          | CS              | 0               | 0               | -                  | -                  | -                  | -          | -          | -          | 0      | 0      |
| Totale            | Totale            | Totale            | 211+2      | 8+0+       |                 | 19+             | 2+              |                    | 10                 | 1                  |            | -          | -          | 242+   | 11+    |